# Hamburger Hill
A Hamburger Hill amerikai háborús filmdráma, amelyben a vietnámi háború egyik híres csatája elevenedik meg.
A film igaz történetet dolgoz fel.

## Cselekmény
A 101. légi szállítású hadosztály egyik szakasza azt a feladatot kapja, hogy foglalja el a 937-es magaslatot. Tíz napig tart az öldöklő harc a Hamburger Hillnek csúfolt magaslat bevételéért – sok-sok fiatal életet követelve. Ez volt az egyik legvéresebb csata, amelyet az amerikai katonák vívtak Vietnámban.

## Szereplők
- Anthony Barrile – Vincent Languilli
- Dylan McDermott – Frantz
- Michael Boatman – Motown
- Don Cheadle – Washburn
- Michael Dolan – Murphy
- Don James – McDaniel/Mac
- Michael A. Nickles – Galvan
- Courtney B. Vance – Doc Johnson
- Steven Weber – Worcester